# David Duncan
David Duncan (conocido como Dave Duncan; London, 15 de julio de 1982) es un deportista canadiense que compitió en esquí acrobático, especialista en la prueba de campo a través.
Consiguió dos medallas en los X Games de Invierno. Participó en dos Juegos Olímpicos de Invierno, en los años 2014 y 2018, ocupando el octavo lugar en Pyeongchang 2018, en el campo a través.

## Medallero internacional
| \| X Games de Invierno \| X Games de Invierno \| X Games de Invierno \| X Games de Invierno \| \| Año \| Lugar \| Medalla \| Prueba \| \| ------------------- \| ---------------------- \| ------------------- \| ------------------- \| \| 2010 \| Aspen (Estados Unidos) \| Medalla de plata \| Campo a través \| \| 2012 \| Aspen (Estados Unidos) \| Medalla de bronce \| Campo a través \| |                        |                   |                |
| X Games de Invierno |                        |                   |                |
| Año | Lugar                  | Medalla           | Prueba         |
| 2010 | Aspen (Estados Unidos) | Medalla de plata  | Campo a través |
| 2012 | Aspen (Estados Unidos) | Medalla de bronce | Campo a través |